# Герценберг, Леонард Георгиевич
Леона́рд Гео́ргиевич Герценбе́рг (21 июня 1934, Лиепая — 25 декабря 2012, Санкт-Петербург) — советский и российский лингвист, специалист в области иранской филологии и сравнительно-исторического индоевропейского языкознания. Доктор филологических наук, главный научный сотрудник Института лингвистических исследований РАН, профессор кафедры общего языкознания Санкт-Петербургского государственного университета, член-корреспондент Istituto Italiano per l’Africa e l’Oriente.

## Биография
Родился в Лиепае в образованной и состоятельной еврейской семье. Отец, выпускник Берлинской коммерческой школы Георг Леонардович Герценберг (1896—1942), управлял основанной его отцом Леонардом Нафталиевичем (1856—1932) и его братьями Йозефом, Игнацом и Леопольдом мануфактурной фирмой «Gebrüder Herzenberg». Семья происходила из Пильтена в Курляндии, бабушка — Сара-Хая Гиршевна Хальперт — была уроженкой Кенигсберга. Сводный брат отца (от первого брака деда с Фаней Герсон) — Роберт Леонардович Герценберг (1885—1955), немецкий химик, горный инженер и минералог, в 1929 году эмигрировал в Боливию. Мать, Лина Николаевна Гразде (1904—1989) была музыкантом, окончила Рижскую консерваторию по классу фортепиано. В 1940 году семейная торговая фирма была национализирована, сама семья была выслана в Красноярский край, отец был арестован и погиб в Вятлаге.
В 1956—1961 годах учился на иранском отделении восточного факультета Ленинградского государственного университета. Среди его преподавателей были выдающиеся иранисты: М. Н. Боголюбов, А. Н. Болдырев, А. Т. Тагирджанов, И. П. Петрушевский, В. С. Соколова, С. Н. Соколов.
В 1962 году после окончания университета и одного года работы в Библиотеке Академии наук в должности старшего библиографа отдела иностранного комплектования Л. Г. Герценберг поступил в аспирантуру Института языкознания АН СССР по специальности «Сравнительное индоевропейское и индоиранское языкознание» (науч. рук. Б. А. Ларин, затем — В. С. Соколова). В 1966 году защитил кандидатскую диссертацию «Язык хотаносакских буддийских памятников Т. 1—2. 504 с и 142 с (ЛО ИЯ АН СССР)», 1966 г. В то же время занялся изучением увлёкшего его индоевропейского сравнительного языкознания под руководством И. М. Тронского).
После окончания аспирантуры Л. Г. Герценберг продолжил работу в индоевропейском секторе Института языкознания АН СССР (ныне — Институт лингвистических исследований РАН). В 1968 году по приглашению Ю. С. Маслова он приступил к чтению курса «Введение в индоевропейское языкознание» на кафедре общего языкознания Ленинградского университета. Цикл лекций включал в себя, помимо собственно вводного курса, спецкурсы по сравнительной акцентологии индоевропейских языков, по разбору древнеиндийских, хеттских, кельтских и других текстов с индоевропейским комментарием.
В 1983 году защитил докторскую диссертацию «Вопросы реконструкции индоевропейской просодики».
С 1988 года — ведущий научный сотрудник Института лингвистических исследований РАН, с 2000 года — главный научный сотрудник.
С 1993 года — профессор кафедры общего языкознания.
С 1994 года — член-корреспондент Istituto Italiano per l’Africa e l’Oriente (Рим, Италия).
Супруга — этнограф Е. В. Ревуненкова.

## Научная деятельность
Круг научных интересов Л. Г. Герценберга включает в себя различные аспекты сравнительно-исторического изучения индоевропейских языков (реконструкция индоевропейского вокализма на основе взаимодействия сегментного и просодического уровней, морфологическая структура слова в индоевропейских языках, тенденции морфологического развития и механизмы, лежащие в их основе, этимологические исследования). Леонард Георгиевич много лет работал над фундаментальным трудом «Этимологический словарь персидского языка», который создается в компьютерном виде и мыслится как результат синтеза научных традиций западного и восточного языкознания. Опубликовано более 100 работ, в том числе несколько монографий в области иранского и индоевропейского сравнительного языкознания.
Л. Г. Герценберг читал курсы, а также выступал с лекциями и докладами во многих странах: Germany (Berlin, Hamburg, Bamberg), U.S.A. (New York, Cambridge, Philadelphia, Baltimore, Princeton, Washington DC, Seattle, Eugene, Berkeley, Davis, Los Angeles, Saint Louis, New Orleans, Tucson, Chicago), Spain (Salamanca, Madrid, Sevilla, Malaga, Valladolid, Cuenca), the Netherlands (Leiden, Utrecht, Amsterdam), Italy (Catania, Palermo, Cosenza, Naples, Rome), Great Britain (Oxford), Austria (Vienna), Iran (Tehran, Qum, Isfahan), Sweden (Uppsala, Stockholm) и т. д.
Много времени и внимания Л. Г. Герценберг уделял научной работе студентов, руководству аспирантами и докторантами, его ученики защитили более 25 диссертаций. Через его школу прошли практически все так или иначе связанные с индоевропейской проблематикой лингвисты среднего и младшего поколения из Санкт-Петербурга, а также и из многих других городов России и СНГ. При активнейшем участии Л. Г. Герценберга на Филологическом факультете Санкт-Петербургского государственного университета были открыты специализации «балтистика» (1999; с 2004 г. самостоятельное отделение) и «индоевропейское сравнительно-историческое языкознание» (2001).

## Основные публикации
- Хотаносакский язык. М., «Наука» 1965, 155 с.
- Морфологическая структура слова в древних индоиранских языках. Л., «Наука» 1972, 274 с.
- Вопросы реконструкции индоевропейской просодики. Л., «Наука» 1981, 200 с.
- История таджикского языка. Душанбе, 1992.
- Tajik Teaching Materials. Seattle, 1993—1995.
- Морфологическая структура ирландского слова// Морфологическая структура слова в индоевропейских языках. Москва, 1970. С. 71—103.
- Хотаносакский язык// Основы иранского языкознания. Среднеиранские языки. Москва, 1981. С. 233—313.
- О следах индоевропейской просодики в латинском// ВЯ 1982, No 5. С. 68—77.
- Ближайшие перспективы индоевропеистики// Актуальные вопросы сравнительного языкознания. Л., 1989. С. 70—81.
- Проблемы акцентологической реконструкции// Сравнительно-историческое изучение языков разных семей. Реконструкция на отдельных уровнях языковой структуры. М., 1989. С. 29—47.
- Краткое введение в индоевропеистику. СПб., Нестор-История 2010, 316с.